# О Йон Су
О Йон Су (кор. 오영수, 1944 року народження) — південнокорейський актор. О почав грати в театрі в 1967 році і, за його словами, з'явився у понад 200 спектаклях. Пізніше він почав зніматися у кіно та на телебаченні, часто зображуючи ченців через свій досвід роботи з буддійськими п'єсами. Отримав міжнародну відомість за роль 001 старого у серіалі Гра в кальмара.

## Кар'єра

### Театр
O почав грати у 1967 р. Він був членом Національної театральної компанії Кореї з 1987 по 2010 рік, де працював з такими акторами, як Чан Мін Хо, якого він вважає своїм наставником. Протягом своєї кар'єри він робив постановки «흑인 창녀 를 위한 고백», «Король Лір», «Трамвай „Бажання“ та «Венеційський купець». За словами О, він знявся у більш ніж 200 постановках до 2013 року

### Кіно і телебачення
О часто зображує ченців на екрані. Досвід його роботи з буддійськими п'єсами згодився у тому, що він отримав подібні ролі у кіно та на телебаченні.
У 2021 році він зіграв літнього учасника О Іль Нама в серіалі Netflix Гра в кальмара.

## Вибраний доробок

### Фільми
| Рік  | Фільм                              | Роль             | Примітки      |
| ---- | ---------------------------------- | ---------------- | ------------- |
| 1998 | Охоронці душі                      |                  | [ 11 ] [ 12 ] |
| 2003 | Маленький монах                    | Храмовий майстер |               |
| 2003 | Весна, літо, осінь, зима … і весна | Старий чернець   | [ 7 ]         |

### Телебачення
| Рік  | Фільм                | Роль             | Мережа  |
| ---- | -------------------- | ---------------- | ------- |
| 2009 | «Королева Сондок»    | чернець Вольчхон | MBC     |
| 2009 | «Повернення Іллімає» | чернець Йольгон  | MBC     |
| 2012 | «Бог війни»          | чернець Сугі     | MBC     |
| 2021 | «Гра в кальмара»     | О Іль Нам        | Netflix |

## Нагороди
- '백양 섬 의 욕망' (1979) — Театральна премія Донг-А за найкращу чоловічу роль[9]
- «피고 지고 피고 지고» (1994) —1994 премії Baeksang Arts Awards за найкращу чоловічу роль (театр)[13][14]
- (2022) За серіал 'Гра в кальмара' він був удостоєний премії 'Золотий глобус' - за найкращу чоловічу роль другого плану. З нагородою актора привітав лідер Південної Кореї Мун Чже Ін.